# 哈林蓋綠巷站
哈林盖绿巷站（英語：Harringay Green Lanes railway station）是伦敦地上铁福音橡至柏京綫的一座车站，位于伦敦的哈林蓋區，属于第3收费区。

## 概況
本站位於哈林盖，擁有2個站台。早期站舍為木製建築，直到1950年代才改為混凝土建築。舊售票處已經改造為一個咖啡廳。為應對去往哈林盖体育场和哈林盖竞技场的庞大客流，车站站台被加长，但因2003年发生站台沉降而不得不缩短。在2008年，本站重新粉刷，并增加了无障碍通道。尽管皮卡迪利线在本站附近穿过，但其中的曼诺楼站距离本站有700米，无法直接换乘。但持有单程票的乘客可以在本站与哈林盖站之间进行换乘。
本站目前班次为每15分钟一班列车，此外亦有货运列车通过本站。

## 歷史
- 1880年6月1日，本站開通，車站名稱為绿巷站。
- 1883年，改名為哈林盖公园绿巷站。
- 1951年6月18日，改名為哈林盖公园站。
- 1958年10月27日，改名為哈林盖体育场站。
- 1964年2月3日，車站西側貨場關閉。
- 1990年5月12日，改名為哈林盖东站。
- 1991年7月8日，改為現在名稱。

## 列車服務
目前因電氣化工程，途徑本站的列車僅能在平日服務至南托特纳姆站，直至電氣化工程結束。

## 其他
隨著途徑本站的列車數量增加，而2節編組的內燃動車組已經不能滿足日益增長的客流需求。本站在2016年6月開始進行電氣化工程，預計2017年12月結束。